# Jonathan Meese

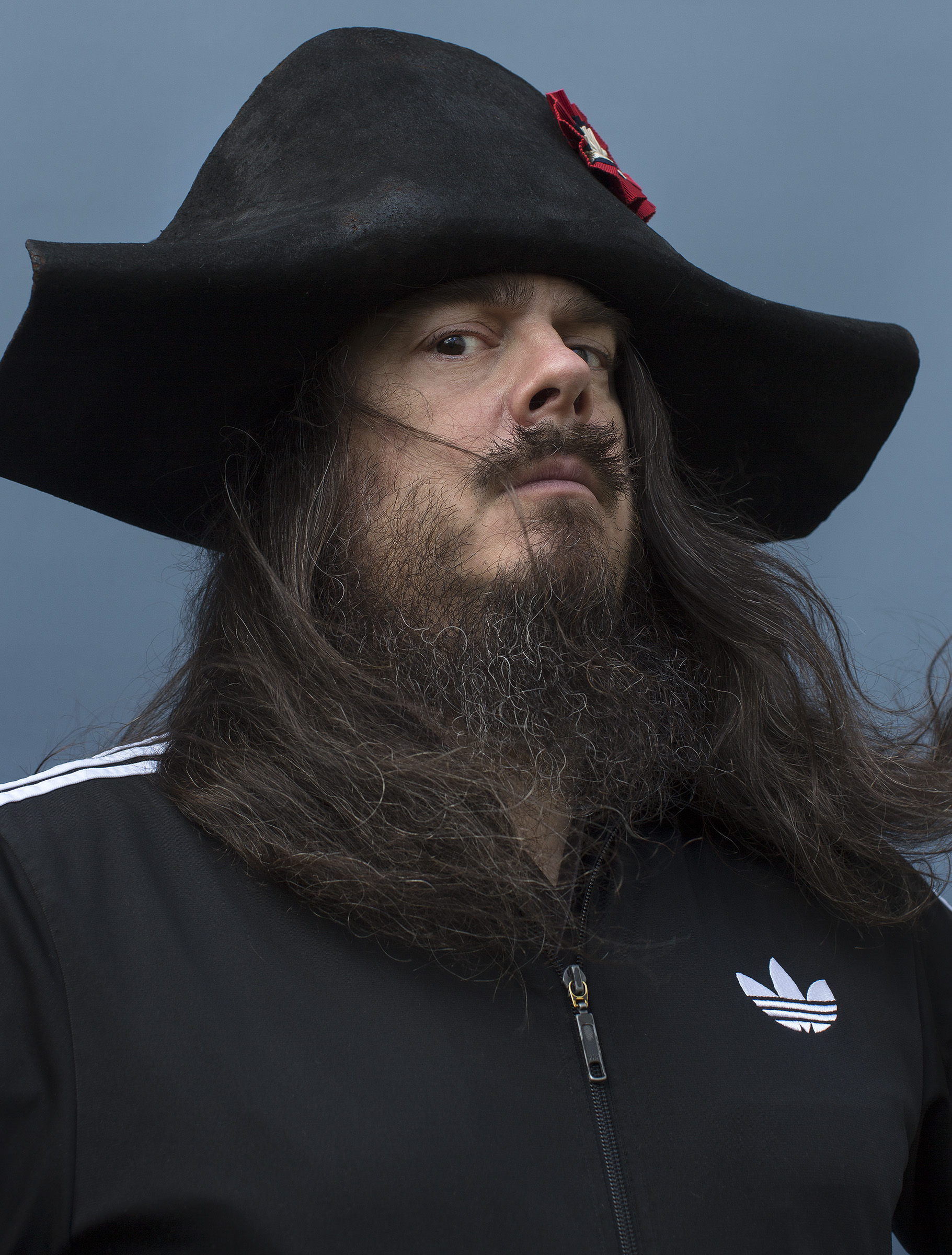
Jonathan Meese fotografiert von Oliver Mark, Berlin 2017

Jonathan Robin Meese (* 23. Januar 1970 in Tokio) ist ein deutscher Künstler. Seine Werke umfassen Malerei, Skulpturen, Installationen, Performances, Collagen, Videokunst und Theaterarbeiten. Dabei thematisiert er überwiegend Persönlichkeiten der Weltgeschichte, Ur-Mythen und Heldensagen. Jonathan Meese lebt und arbeitet in Ahrensburg und Berlin.

## Leben und Werk

### Kindheit und Jugend (1970–1995)
Jonathan Meese wurde als drittes Kind einer Deutschen und eines Walisers in Tokio, Japan, geboren. Seine Mutter, die 1929 in Stuttgart geborene Brigitte Renate Meese, Geburtsname Wetzel, kehrte Mitte der 1970er Jahre mit den Kindern nach Deutschland zurück und ließ sich in Hamburg nieder. Sein Vater, der Bankier Reginald Selby Meese, geboren in Newport (Wales), lebte weiterhin, bis zu seinem Tod 1988, in Japan.
Da Meese nach seiner Rückkehr nach Deutschland nur japanisch sprach, hatte er Anpassungsschwierigkeiten. 1989 machte Meese sein Abitur an der Stormarnschule im holsteinischen Ahrensburg. Als ein „Spätentwickler“ war er mit 22 Jahren auf dem Entwicklungsstand eines 16-Jährigen. Nach einem Sprachaufenthalt Meeses in Schottland meldete ihn die alleinerziehende Mutter für ein Studium der Volkswirtschaft an, was nach Angaben der Mutter „ein Desaster war“.
Das Interesse für Kunst begann im Alter von 22 Jahren. Darauf folgten Zeichen- und Radierkurse.

### Studium und erster Erfolg (1995–1998)
Meese studierte von 1995 bis 1998 an der Hochschule für bildende Künste Hamburg bei Franz Erhard Walther, brach das Studium jedoch ohne Abschluss ab. Der Maler Daniel Richter empfahl seinen Freund Meese den Galeristen Nicole Hackert und Bruno Brunnet von der Berliner Galerie „Contemporary Fine Arts“, woraufhin diese den jungen Künstler unter Vertrag nahmen. Der Kunstverein Kehdingen stellte in einer Gruppenausstellung Jonathan Meese erstmals öffentlich aus. Die erste Einzelausstellung „Glockengeschrei nach Deutz“ folgte in der Galerie Buchholz in Köln.
Begeistert von Meeses Rauminstallationen beauftragten ihn im Herbst 1998 der Produzent Claus Boje und der Regisseur Leander Haußmann für ihren gemeinsamen Film Sonnenallee eine Kulisse herzustellen. Schließlich erhielt er auch eine Rolle in dem Film und spielte einen verrückten Künstler. Meeses Arbeiten für Sonnenallee wurden 1999 in einer Ausstellung im Neuen Aachener Kunstverein gezeigt.

### Erste Berlin Biennale und der Schritt ins Ausland (1998)
Seit 1998 macht Meese mit Installationen, Performances und Aktionen in der Kunstszene auf sich aufmerksam. Auf der Berlin Biennale, kuratiert von Klaus Biesenbach, Hans-Ulrich Obrist und Nancy Spector, trat Meese erstmals einer breiten Öffentlichkeit gegenüber. Meese präsentierte die Installation „Ahoi der Angst“, eine Photocollage und Widmung an den Marquis de Sade, der auch später im Werk von Meese Beachtung finden sollte. Politiker, Schauspieler und Musiker wurden dabei in Photocollagen dargestellt. Dazu konnte der Besucher Musik hören, Gedichte von Rolf Dieter Brinkmann lesen oder das Video Caligula anschauen. Zudem waren Poster von Rainer Werner Fassbinder, Klaus Kinski, Nina Hagen, Little Joe und Oscar Wilde zu sehen.
Durch die erhöhte Medienpräsenz der Berlin Biennale wurde auch das Werk Meeses erstmals öffentlich im In- und Ausland in einem breiteren Umfang analysiert und kommentiert. Das Kunstmagazin Art bezeichnete die Installation als ein „Labyrinth der Sentimentalitäten“. Der Autor Peter Richter griff ebenfalls den räumlichen Aspekt auf, indem er das Werk als ein „Horrorkabinett zwischen Porno, Charles Bronson und Slayer“ beschrieb. Die Berliner Zeitung bezeichnete es als ein „zugemülltes Jungs-Zimmer“.
Im gleichen Jahr präsentierte Meese erstmals sein Werk im Ausland. In der Schweiz nahm er an der Basler Kunstmesse „Liste 98“ teil, in Wien beteiligte er sich an der Gruppenausstellung „Junge Szene ’98“, in der „South London Gallery“ in London machte er bei der Ausstellung „Site Construction“ mit und in Frankreich in der „Galerie de l’Ecole Supérieure des Beaux-Arts de Marseille“ bei der Ausstellung „Today Tomorrow“.

### Vermehrte internationale Ausstellungen (1999–2005)
Ab 1999 nahm Meese an einer Vielzahl von nationalen und internationalen Gruppen- und Einzelausstellungen teil. Dabei wurden besonders Rauminstallationen und Performances gezeigt. Im Zentrum seines Œuvres steht Meese selbst: ob in Form von Selbstporträts oder verkleidet in persona, in Aktionen, Collagen, Bildern und Zeichnungen. Die thematischen Inhalte entstammen überwiegend dem Nationalsozialismus, daneben gibt es sprachliche und theatralische Bezüge zur deutschen Philosophie- und Literaturgeschichte. Bei Aktionen und Performances thematisierte Meese besonders Adolf Hitler und zeigte dabei wiederholt und provokativ den seit 1945 in Deutschland und Österreich verbotenen Hitlergruß.

### Bühnenbild und Theaterarbeit
Zuerst auf Installationen, Aktionen und Performances konzentriert, wandte sich Meese ab 2004 auch der Theaterbühne zu, wobei die Zusammenballung verschiedener Materialien, Bedeutungsträger, Gegenstände und Medien (Fotografien, Bücher oder Musik) im Rahmen der Bühnenarbeit weiterhin als bildnerisches Mittel Verwendung finden.
Für die Inszenierung des Pitigrilli-Romans Kokain von Frank Castorf entwarf Meese das Bühnenbild, welches in seinem Grundriss an das Eiserne Kreuz erinnerte, vom Zuschauerraum aus gesehen aber lediglich als „normales“ Bühnenbild mit Treppen und Rampen erschien. Im selben Jahr inszeniert er gemeinsam mit Regisseur Martin Wuttke ein Theaterstück im Schlosspark zu Neuhardenberg. In dem Stück Zarathustra. Die Gestalten sind unterwegs. setzt er sich mit dem Philosophen Friedrich Nietzsche auseinander. 2006 zählte das Magazin Capital ihn erstmals zu den hundert bedeutendsten Künstlern.

### „Die Peitsche der Erinnerung“ – gemeinsam mit Daniel Richter
Das Stader Erzbischofsgrab Gottfried von Arnsbergs aus dem 14. Jahrhundert diente als Vorlage für den Arbeitszyklus „Die Peitsche der Erinnerung“. In einer ersten Serie entstanden gemeinsam mit Daniel Richter Arbeiten, die den Umgang der beiden Künstler mit der Geschichte dokumentieren. Die Ausstellung wurde erstmals im Kunsthaus Stade gezeigt, in den folgenden Jahren wurde die Werkgruppe in Hamburg (2006 und 2008), Berlin (2006), Freiburg (2007), Grenoble (2006), Rosenheim (2007) und Biel (2011) gezeigt. Für die unterschiedlichen Ausstellungsorte wurden von Jonathan Meese weitere Arbeiten geschaffen.

### Werkschau „Mama Johnny“ und die Zeit danach (2006–2008)
Mit insgesamt 150 Gemälden, Skulpturen, fotografischen und installativen Arbeiten entstand unter dem Titel „mama johnny“ in den Deichtorhallen in Hamburg die erste umfassende Werkübersicht. Im Rahmen der viermonatigen, umfassenden Werkschau auf rund 2.500 Quadratmetern wurde eine 8 × 20 × 40 Meter große „Black Box“ gezeigt, in der das 2004 von Meese entworfene Bühnenbild für Frank Castorfs Inszenierung „Kokain“ ausgestellt und im Rahmen eines einmaligen Gastspiels der Berliner Volksbühne als Theaterraum genutzt wurde. Zwei weitere große, freistehende und begehbare Skulpturen wurden neben einer Burg und der Black Box ausgestellt.
Der fünf Meter hohe „Maldororturm“ beinhaltet Fotocollagen, Schriften, Skulpturen und Videos, in denen sich Meese mit der Tyrannei des Staates künstlerisch auseinandersetzt. Zudem wurde ein drehbarer „Parzifalkopf“ ausgestellt, ein Schädel Richard Wagners, den Meese bei der Performance „Jonathan Meese ist Mutter Parzifal“ in der Berliner Staatsoper verwendete.
2007 inszenierte Jonathan Meese erstmals als Regisseur das Theaterstück „De Frau: Dr. Poundaddylein – Dr. Ezodysseusszeusuzur“ an der Volksbühne Berlin.
2009 gestaltete er eine Ausstellung zum Thema Atlantis für das Arp Museum Bahnhof Rolandseck.
Seit 2008 gestaltet Meese die Medaille zum Roland Berger Preis für Menschenwürde.

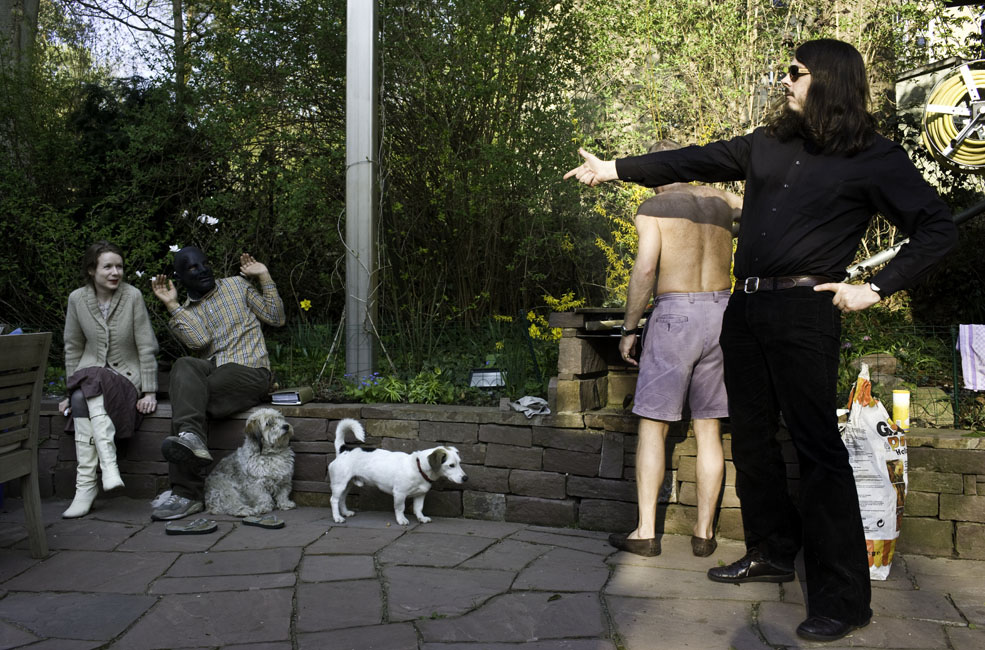
Jonathan Meese fotografiert von Oliver Mark, Berlin 2009

### Ausstellungen „Erzstaat Atlantisis“ und „Fleisch ist härter als Stahl...“ (2009)
Im Arp Museum Bahnhof Rolandseck, in Remagen inszenierte Jonathan Meese vom 1. Mai bis 30. August 2009 unter dem Titel „Erzstaat Atlantisis“ eine von Daniel J. Schreiber kuratierte Ausstellung, bestehend aus 170 Plastiken und Skulpturen, 14 Gemälden, elf Künstlerbüchern in Vitrinen, zehn Filmen, vier Klangquellen und einer Großcollage. Die Arbeiten wurden im Dialog mit den Werken von Joseph Beuys zum Thema Atlantis präsentiert. Beuys zeichnete 1955 auf einem in der Mitte gefalteten Blatt Papier zwei Darstellungen, die er etwas später Atlantis nannte. Zur Ausstellungseröffnung überquerte Meese im Rahmen einer Performance vom Marsch einer Blaskapelle begleitet, mit einer Uniform bekleidet und in einem Militärjeep sitzend auf einer Fähre mehrmals den Rhein, um dann nach dem Ausrufen von Parolen mit Bezug auf seine Diktatur der Kunst von Presse und Medienvertretern begleitet ins Arp Museum Rolandseck einzukehren. Atlantis ist, so Meese, „nicht untergegangen, sondern hat sich getarnt. Seit der Dalai Lama im Spiel ist, ist eben Atlantis weg. Die Reise ins Innere, die endet immer mit dem Tod. Das ist ein Synonym für den Tod. Und wenn irgendein Prediger oder Prophet oder Guru einem die Reise ins Innere anbietet, dann bietet er den Tod an.“
Auf dem ausrangierten musealen Bug des Kreuzers Puglia im Garten des Vittoriale degli italiani in Gardone Riviera in Italien präsentierte Meese vom 6. Juni bis 5. Juli 2009 die Installation „AHAB sagt: MOBY DICK ist KEINE DEMOKRATIE, ALLE DEMOKRATEN sitzen bald NICHT MEHR in einem BOOT (Schlachtschiff der KUNST sinkt nimmer)“. Leitmotiv ist dabei der Schriftsteller Gabriele D’Annunzio, einer der Mentoren Benito Mussolinis und Leitfigur für den italienischen Faschismus, der die Puglia 1923 von der italienischen Marine als Geschenk erhielt. Von der Brücke der ehemaligen Kommandozentrale erklärte Meese in der am 5. Juni 2009 aufgezeichneten Radioperformance „DON LOLLYTADZIOZ Metabolismys stinkt nicht (PUPS)“ dem Beispiel D’Annunzios folgend, mit einer Diktatur der Kunst auf Sendung zu gehen.
Im Mönchehaus Museum Goslar zeigten die befreundeten Künstler Jonathan Meese und Herbert Volkmann vom 17. Juli bis 20. September 2009 unter dem Titel „Fleisch ist härter als Stahl – MEERPFERD FÖTUSMANN UND BEAUSATAN KÄSE AN DER OZBAR (Die geilblökenden DINGER)“ Einzel- und Gemeinschafts-Arbeiten, deren inhaltliches Konzept unter anderem Bezug nimmt auf Goslar, Residenzstadt sowie „Reichsbauernstadt“ unter den Nationalsozialisten und die freundschaftliche Beziehung zwischen Meese und Volkmann, einem der ersten Sammler Meeses. Die dazu veröffentlichte kurze Version des „Goslar – Saalmanifest“ erklärt in 12 Punkten neben polarisierenden Äußerungen wie „alle japanischen Schulmädchenschlüpfer sind totale Kunst, da es sich hier um Stoffwechseltum der Menschentiers handelt“ auch religionstheoretische Positionen zu Meeses Kunstverständnis: „Kunst ist keine Religion, aber jede Religion ist Kunst“. Im „Goslar – Saalmanifest de Large“, einer umfassenden Version des Manifests, prophezeit er u. a., dass die Diktatur der Kunst bald alles umfassen werde.

### „Generaltanz den Erzschiller“ (2013)
Für die 17. Internationalen Schillertage wurde Meese für eine Auftragsproduktion des Nationaltheaters Mannheim in Koproduktion mit der Kunsthalle Mannheim engagiert. Mit „Generaltanz den Erzschiller“ lieferte Meese im Schauspielhaus ein Soloprogramm.

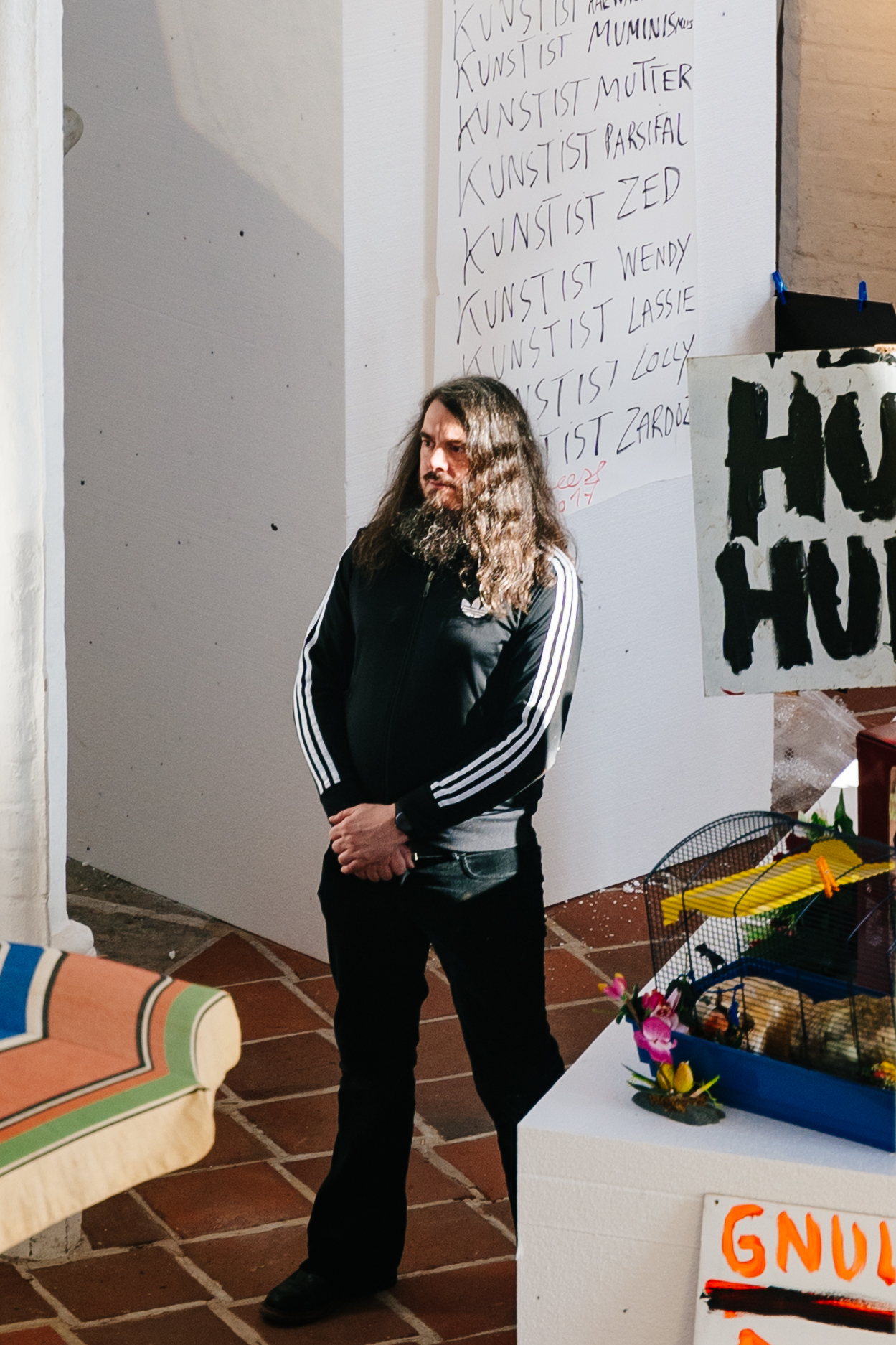
Jonathan Meese (2019)

### Absage in Bayreuth (2016)
2016 sollte Meese bei den 105. Bayreuther Festspielen Richard Wagners Oper Parsifal inszenieren (Regie, Bühnenbild, Kostüme). Diese trennten sich jedoch Mitte November 2014 von Meese, da sein Konzept für die Neuinszenierung des „Parsifals“ nicht finanzierbar sei. Meese nannte die Gründe vorgeschoben, es gehe um Macht, Selbsterhalt und künstlerische Einschüchterung in Bayreuth. In einem „Parsifal Manifest“ verdeutlichte Meese seinen künstlerischen Anspruch als legitimer Interpret Richard Wagners. Als Dirigent wäre Andris Nelsons, als Tenor Klaus Florian Vogt vorgesehen gewesen.

## Werk

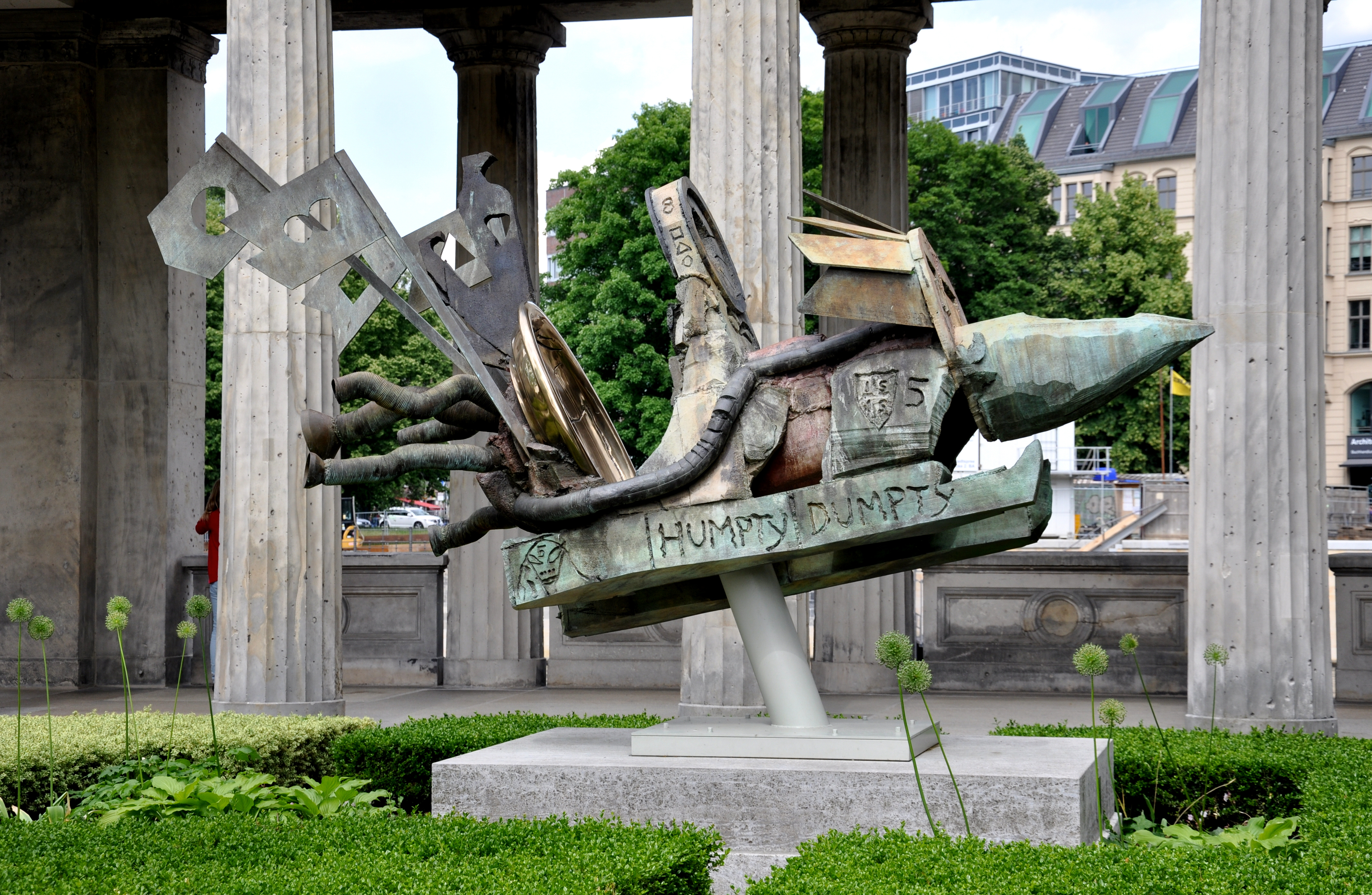
Die Humpty-Dumpty-Maschine der totalen Zukunft, 2010, aufgestellt vor der Alten Nationalgalerie in Berlin

Meese versucht in seinen Arbeiten auf bisweilen aggressive Weise, deutsche Mythologie und „deutschen Wahn“ zu thematisieren. So sind seine Installationen mit einem Vokabular wie „Erzreligion Blutlazarett/Erzsöldner Richard Wagner/Privatarmee Ernte und Saat/Waffe“ versehen. Hierbei zeigt er sich auch formal als Epigone von Anselm Kiefer.

„Alles ist Spielzeug. Das ist alles gewesen. Ob Kommunismus, Nationalsozialismus, das alte Ägypten oder das alte Rom, nichts kommt wieder. Von der Straße kann ich mir auch keine Revolution mehr erhoffen, der Mensch schafft das nicht. Wir sollten etwas anderes sich lostreten lassen, der Vulkan der Kunst möge ausbrechen.“

### Diktatur der Kunst
Im Zusammenhang der erhöhten Bühnenpräsenz rief Meese insbesondere in Interviews und Manifesten und mit bildnerisch-künstlerischen Mitteln eine „Diktatur der Kunst“ aus.

„Bei der «Diktatur der Kunst» geht es um die liebevollste Herrschaft einer Sache, wie Liebe, Demut und Respekt, zusammengefasst und gipfelnd in der Herrschaft der Kunst. In der Allmacht der Kunst geht es nicht um das Machtgehabe des Künstlermenschen oder um die Machtfantasien von Selbstverwirklichern und Realitätsfanatisten, sondern um die antinostalgische, alternativlose Macht der Kunst, also der Sache. Kunst stellt die Machtfrage, nicht der Künstler.“

Dabei vertritt er mit der Diktatur einen elitären Anspruch der Kunst und grenzt diese entschieden von allem Gebrauchswert und Gefälligen ab. 2012 sagte er in einem Kunstgespräch zum Thema zeitgenössische Kunst mit besonderem Bezug zur documenta: „Ich leide darunter, dass mir irgendwelche Skulpturen als Kunst verkauft werden, aber in Wahrheit Design sind. Ich leide darunter, dass mir beschissene Malerei gezeigt wird, die in Wirklichkeit hochgepushte Illustration ist.“
Dabei hebt er immer wieder die Demut hervor und stellt sich als eine „Ameise der Kunst“ dar, die ohnehin nur ausrufe, „was alternativlos ohnehin passieren wird (…) In der Diktatur der Kunst regiert die Sache, wie Licht, Atmung, Gelee (Erz), Liebe oder totale Schönheit, wie z. B. Scarlett Johansson.“
Simon Hansen vergleicht  Meeses ‚Diktatur der Kunst‘ mit Wolfram Lotz’ Theater- und dramentheoretischem Konzept des ‚Unmöglichen Theaters‘: „Meeses ‚Diktatur der Kunst‘ und Lotz ‚Unmögliches Theater‘ betonen jeweils eine doppelte Hermetik: In beiden Konzepten geht es […] um einen ideellen Schutzraum, in dem die Kunst von einem rationalen Weltwissen abgegrenzt ist und die Zeichen der Alltagsrealität nicht ihre konventionellen Bedeutungen haben“.

### Kooperationen und Vertretung
Meese arbeitete unter anderem mit den Malern Jörg Immendorff, Albert Oehlen, Tim Berresheim, Daniel Richter, Tal R und dem Komponisten Karlheinz Essl zusammen.
Arbeiten von Meese wurden von Museen wie dem Pariser Centre Pompidou, dem Städel Museum in Frankfurt oder dem Museum Abteiberg in Mönchengladbach angekauft und befinden sich in öffentlichen Sammlungen wie der Sammlung zeitgenössischer Kunst der Bundesrepublik Deutschland in Bonn, sowie in privaten Sammlungen in Deutschland (Sammlung Falckenberg), England (Saatchi Gallery) und Österreich (Sammlung Essl).

## Rezeption
In der Abhandlung „Diskursive Kulturwissenschaft“ beschreibt Elize Bisanz das Werk als ein Phänomen eines „Neurotischen Realismus“. Ein Naturalismus, so Bisanz, „mit einem spektakulären Hang zur Wiedergabe von Angstgefühlen, Depressionen und Zwangsphänomenen“.
Nach Harald Falckenberg, Leiter der Kulturstiftung Phoenix Art in Hamburg, Initiator der Sammlung Falckenberg, steht Meese in einer Tradition der „Groteske“, in der sich Künstler „gegen das Schöne und Wahre und Gute richten“. Narren haben in der Gesellschaft eine reinigende Kraft, so Falckenberg, „weil sie das richtige in Frage stellen“.
Dem Künstlerkollegen Georg Baselitz zufolge, der ebenfalls Meeses Werke sammelt, muss man „den Wahrheitsgehalt im Werk skeptisch gegenüber treten und nicht alles glauben“. Der verstorbene Jörg Immendorff, der wie auch Baselitz und Meese von der Galerie „Contemporary Fine Arts“ vertreten wurde, sagte in einem Interview mit dem Magazin Monopol: „Jonathan Meese ist mir in seinem radikalen Denken sehr nah“, und: „Ich glaube, man kann diesen Beruf nur überleben, wenn man radikal gegen sich selbst ist.“
Auf die Themenauswahl und Formsprache bezugnehmend, erläutert Werner Pelikan in einer Gegenüberstellung von Jonathan Meese und Anselm Kiefer in seiner Dissertation „Mythen und Mythenbildung in Kunst und Werbung“, dass sich zwar beide Künstler einer jeweils durchgängigen individuellen Formsprache bedienen, die Themenauswahl jedoch nicht derart abweichend ist. Eine aktuelle Mythen-Debatte wird, beschreibt Werner Pelikan, gerade an der Gegensätzlichkeit dieser beiden Künstler deutlich.
Wie bei Kiefer, der sich 1969 mit seinen Aktionen ‚Besetzungen‘ in „bevorzugten südlichen Reiseländern der Bundesdeutschen mit dem Nazi-Gruß salutierend darstellt(e)“, so ist auch bei Jonathan Meese der Hitlergruß in vielen Aktionen provokativ zur Schau gestellt worden. Dies wurde stets, wenn auch unkritisch, von einigen deutschen Tageszeitungen aufgegriffen.
In einem Interview mit Tina Petersen und Angelika Leu-Barthel in den Deichtorhallen Hamburg 2005 erklärte Meese: „Wenn ich einen Hitlergruß auf der Bühne mache, dann ist das nicht meine Meinung. Es geht nicht um Jonathan Meese, sondern es geht um die Sache, und ich glaube ja, dass die sich an mir abspielt.“
Der Journalist Georg Diez stellte in einem Beitrag unter dem Titel „Führer spielen – Warum deutsche Künstler die Finger von Hitler lassen sollten“ für Die Zeit im Juli 2007 fest: „Es wirkt bei Meese allerdings nicht so, als ob er Hitler bannen wollte; es wirkt eher wie eine Anrufung. Und merkwürdig ist nun, dass es gerade in einer Zeit, da die letzten Zeitzeugen sterben, und gerade bei einer Generation, die so frei schien von diesem Schatten, diesen Reiz gibt, sich der Energie des Bösen, des Verbotenen zu bedienen. In seiner großen Frankfurter Ausstellung hatte Meese schräg über sein Selbstporträt Hitlers Bild an die Wand geklebt; und darauf hatte er das Wort »Vater« geschrieben.“
Meeses Auftritt mit Hitlergruß in Kassel bei der im Vorfeld der dOCUMENTA (13) vom Nachrichtenmagazin Der Spiegel durchgeführten Veranstaltung „Größenwahn in der Kunstwelt“  führte 2013 zu einem Gerichtsverfahren wegen des Verstoßes gegen den § 86aB des Strafgesetzbuches. Das Amtsgericht Kassel erkannte an, dass Meeses Auftritt bei der Veranstaltung der Kunstsphäre angehörte. Daher entschied es zugunsten der Kunstfreiheit und sprach Meese frei: „Es ist klar, dass der Angeklagte sich nicht mit nationalsozialistischen Symbolen oder Hitler identifiziert, sondern das Ganze eher verspottet“, so die Vorsitzende Richterin. Der Freispruch wurde rechtskräftig, nachdem die Staatsanwaltschaft ihre zunächst eingelegte Revision zurücknahm.
Ein weiteres Verfahren hat die Staatsanwaltschaft München am 5. Mai 2015 wegen Verwendung von Kennzeichen verfassungswidriger Organisationen eingestellt. Meese war 2014 angezeigt worden, weil er am 21. November während der Performance „Diktatur der Kunst“ beim Literaturfest München mehrfach die Hand zum Hitlergruß gehoben hatte. Das art Magazin erläutert: „In München hatte Meese vor allem seiner Wut über sein Aus als Parsifal-Regisseur bei den Bayreuther Festspielen freien Lauf gelassen und gesagt, auf dem Grünen Hügel habe es seit 1945 keine starke Performance mehr gegeben. ‚Die letzte starke Inszenierung war Hitler.‘“ Meeses Anwalt Pascal Decker teilte am 5. Mai mit, dass der Auftritt als Performance anzusehen und damit ein Werk der Kunst sei. Das Publikum, welches zwölf Euro für die Veranstaltung zahlte, habe gewusst, was auf es zukomme. Es sei das vierte Verfahren gegen Meese, das mit einem Freispruch endet.

## Ausstellungen

### Einzelausstellungen (Auswahl)
- 2022: Jonathan Meese: Self Portraits and Nudes (Gesamtkunstwerk). Tim Van Laere Gallery, Antwerpen
- 2021: Jonathan Meese – Die Dr. Mabusenlolita (Zwischen Abstraktion und Wahn). Galerie Krinzinger, Wien
- 2020: Jonathan Meese – Dr. 50/50FITTYMEESE (Pump Away Reality). Tim Van Laere Gallery, Antwerpen
- 2019: Dr. Zuhause : K.U.N.S.T. (Erzliebe). Günter-Grass-Haus, St. Petri zu Lübeck, Kunsthalle St. Annen, Overbeck-Gesellschaft, Lübeck
- 2018: Die Irrfahrten des Meese. Pinakothek der Moderne, München
- 2017: Parsifal’s Traum: Chefsache ‚K.U.N.S.T.‘. Kunsthistorisches Museum, Wien
- 2016: Dr. Merlin de Large (Marquis Zed de Baby-Excalibur). Carré Sainte-Anne, Montpellier
- 2015: Jonathan Meese: My Über Daddys. Nationalgalerie Prag
- 2014: Pump Up the Vampire, Pump Up the Vampire, Pump Up the Vampire, Smell !!! Glue Factory, Glasgow
- 2013: Malermeese. Meesermaler. Museum der Moderne Salzburg
- 2012: Jonathan Meese. Totalste Graphik. Akademie der bildenden Künste Wien
- 2011: Jonathan Meese. Knight Exhibition Series. Museum of Contemporary Art, North Miami, Florida
- 2010: Jonathan Meese. 3 x C? Circussys Ceramicussus Caligolossoz (Once Upon a Time in Fort Knoxoz). Centro de Arte Contemporáneo, Málaga[46]
- 2009: Jonathan Meese – Erzstaat Atlantisis. Arp Museum Bahnhof Rolandseck
- 2007: Gundling Meese Erzstaat, Schloss Neuhardenberg
- 2007:  Jonathan Meese – Fräulein Atlantis. Essl Museum, Klosterneuburg/Wien
- 2007: Jonathan Meese – Jonathan Rockford (Don’t call me back, please). De Appel, Amsterdam.[47]
- 2006: Jonathan Meese – mama johnny. Deichtorhallen, Hamburg
- 2005: Jonathan Meese – Sherwood Forest. De Hallen, Haarlem
- 2004: Képi Blanc – nackt. Schirn Kunsthalle, Frankfurt/Main
- 2002: Jonathan Meese. kestnergesellschaft, Hannover
- 2000: Jonathan Meese. Kunst-Werke Berlin – KW Institute for Contemporary Art, Berlin
- 1999: Jonathan Meese. Neuer Aachener Kunstverein, Aachen

### Teilnahme an Gruppenausstellungen (Auswahl)
- 2010: Märchen Kunst. Kunsthalle Darmstadt.
- 2010: Macht zeigen – Kunst als Herrschaftsstrategie. (mit Clegg & Guttmann, Thomas Huber, Verena Landau) kuratiert von Wolfgang Ullrich, Deutsches Historisches Museum, Berlin.
- 2009: Jonathan Meese & Herbert Volkmann, Mönchehaus Museum Goslar.
- 2008: back to black – schwarz in der aktuellen malerei. Kestnergesellschaft, Hannover.
- 2008: Konstellationen III. Städel, Frankfurt/Main.
- 2008: Rubben – Booked for killing a Policeman, Laden fuer Nichts, Leipzig.
- 2007: Die Peitsche der Erinnerung. Kunstverein Rosenheim.
- 2007: Das Gelände. Kunsthalle Nürnberg.
- 2006: SITE Santa Fe’s Sixth International Biennial. Santa Fe, NM.
- 2006: Jonathan Meese/Daniel Richter – Die Peitsche der Erinnerung Kunsthaus Stade
- 2005: Tal R and Jonathan Meese – mother. Statens museum for kunst, Kopenhagen.
- 2005: Dionysiac. Centre Pompidou, Paris.
- 2005: Zur Vorstellung des Terrors: Die RAF-Ausstellung. Kunst-Werke Berlin – KW Institute for Contemporary Art, Berlin.
- 2004: Rheingold III. Städtisches Museum Abteiberg, Mönchengladbach.
- 2003: solo mortale. Kasseler Kunstverein, Kassel.
- 2003: actionbutton. Hamburger Bahnhof, Museum für Gegenwart, Berlin.
- 2003: Grotesk! 130 Jahre Kunst der Frechheit. Schirn Kunsthalle, Frankfurt/Main.
- 2001: Jonathan Meese – Patty Chang. Fri Art – Centre d’art contemporain, Fribourg.
- 2000: Wounded Time. Avantgarde zwischen Euphorie und Depression. Städtisches Museum Abteiberg, Mönchengladbach.
- 1999: Wunderkammern – Christian Flamm, Bernd Krauß, Jonathan Meese. Frankfurter Kunstverein, Frankfurt/Main.
- 1999: GENERATION Z. P.S.1 Contemporary Art Center, Long Island City.
- 1999: Jonathan Meese/Nic Hess/Kerim Seiler. Kunsthalle St. Gallen.
- 1998: 1. Berlin Biennale für Zeitgenössische Kunst. berlin biennale für zeitgenössische kunst, Berlin.

## Hörspiel
- 2011: Illegale Publikation oder: Tod den Ohnmächtigen bis zur Revolution, WDR (zusammen mit Henning Nass und Bernhard Schütz)
- 2008: Dr. Eiahab's Neutralmeuterei de Large, WDR[48]

## Tonträger
Von Jonathan Meese existieren diverse Performance/Text/Klangeinspielungen auf LP und CD in Kleinstauflagen, u. a. mit Tim Berresheim, Mama Baer und Kommissar Hjuler, Maja Ratkje, Alfred Harth.
In Zusammenarbeit mit DJ Hell, Daniel Richter und Mutter Brigitte Meese erschien im März 2021 beim Independent-Label Buback das Album Meese X Hell – Hab keine Angst, hab keine Angst, ich bin deine Angst.

## Schriften
- Jonathan Meese, Peter Hönnemann: 24 h. Edition Braus, 2007, ISBN 978-3-89904-293-1.
- Jonathan Meese, Robert Fleck, Annette Sievert: Jonathan Meese. Mama Johnny. Retrospektive. Buch zur Ausstellung in Hamburg, Grenoble. Verlag der Buchhandlung Walther König, 2007, ISBN 978-3-86560-090-5.
- Jonathan Meese, Bernd Kauffmann, Heiner Müller, Martin Sabrow: Gundling Meese Erzstaat, Verlag der Buchhandlung Walther König, 2007, ISBN 978-3-86560-337-1
- Jonathan Meese, Robert Fleck, Karlheinz Essl jun.: Jonathan Meese – Fräulein Atlantis. Prestel, 2008, ISBN 978-3-7913-4110-1.
- Stefan Bidner, Jonathan Meese: Totale Neutralität. Jonathan Meese: Diktatur der Kunst. Verlag der Buchhandlung Walther König, 2008, ISBN 978-3-86560-506-1.
- Jonathan Meese: Ausgewählte Schriften zur Diktatur der Kunst. Suhrkamp, Berlin 2012, ISBN 978-3-518-12656-1. (Herausgegeben und mit Glossar, Bibliografie und Nachwort versehen von Robert Eikmeyer)
- Moby Dick Filet No 36 – The Quarter-Deck. Harpune Verlag, Wien 2013
- Alexander Kluge, Jonathan Meese: Schramme am Himmel. Nachrichten vom Helden Hagen. Spector Books, Leipzig 2022, ISBN 978-3-95905-564-2.

## Auszeichnungen
- 2017: Hans Platschek Preis für Kunst und Schrift der Hans Platschek Stiftung